# Emerald City
Emerald City è una serie televisiva statunitense del 2017 basata sui libri di Oz scritti da L. Frank Baum, dei quali è una rivisitazione moderna.
Prodotta dalla Universal Television e diretta da Tarsem Singh, la serie è interpretata da un cast corale che comprende Adria Arjona, Oliver Jackson-Cohen, Ana Ularu, Mido Hamada, Gerran Howell, Jordan Loughran, Joely Richardson e Vincent D'Onofrio.
Nell'aprile 2015, la NBC ne ordinò una prima stagione composta da 10 episodi che andarono in onda in prima visione dal 6 gennaio (debuttando con due episodi) al 3 marzo 2017 Il 5 maggio successivo, la NBC cancellò la serie.
In Italia è stata interamente pubblicata il 1º maggio 2018 su Prime Video in lingua originale e con i sottotitoli.

## Trama
Travolta da un tornado, la ventenne Dorothy Gale viene trasportata a Oz, una terra mistica dove regna l'onnipotente Mago, il quale ha bandito la magia e affronta non solo l'ira di una crescente congregazione di streghe, ma anche un imminente disastro provocato da una creatura misteriosa, la Bestia Eterna. Dorothy parte quindi alla ricerca del Mago, inconsapevole del fatto che sta per realizzare una profezia che cambierà per sempre la vita di tutti.

## Episodi
| Stagione       | Episodi | Prima TV USA | Pubblicazione Italia |
| -------------- | ------- | ------------ | -------------------- |
| Prima stagione | 10      | 2017         | 2018                 |

## Personaggi

### Principali
- Dorothy Gale, interpretata da Adria Arjona: un'infermiera ventenne proveniente da Lucas (cittadina del Kansas), che intraprende un pericoloso viaggio verso la Città di Smeraldo affinché possa tornare a casa[5].
- Lucas / Roan, interpretato da Oliver Jackson-Cohen: un affascinante e misterioso uomo sopravvissuto a un brutale attacco nel villaggio di Nimbo e che non ricorda nulla del suo passato, nemmeno il proprio nome. Si unisce a Dorothy nel suo viaggio verso la Città di Smeraldo[6].
- West, interpretata da Ana Ularu: una strega problematica dipendente dall'oppio e direttrice di un bordello[6].
- Eamonn interpretato da Mido Hamada: un fedelissimo membro della Guarnigione del Mago[7].
- Jack, interpretato da Gerran Howell: un giovane coraggioso e ottimista a cui, dopo essere rimasto vittima di un incidente, vengono innestate componenti meccaniche e che viene assunto come servitore di Langwidere, principessa del Paese di Ev[6].
- Tip / Principessa Ozma, interpretata da Jordan Loughran: un'adolescente che viene liberata da un incantesimo che l'ha trasformata in un ragazzo per la maggior parte della sua vita[7].
- Glinda, interpretata da Joely Richardson: una strega che gestisce un orfanotrofio per future affiliate dell'Alto Consiglio del Mago[8].
- Mago / Frank Morgan, interpretato da Vincent D'Onofrio: l'enigmatico governatore della Città di Smeraldo[7].

### Secondari
- Langwidere, interpretata da Stefanie Martini: l'eccentrica principessa del Paese di Ev[9].
- Anna, interpretata da Isabel Lucas: la più fidata consigliera del Mago[9].
- Sylvie / Leith, interpretate da Rebeka Rea: una strega bambina con pericolose capacità[10].
- Jane Andrews, interpretata da Gina McKee: una scienziata che lavora per la famiglia reale di Ev[11].
- Ojo, interpretato da Ólafur Darri Ólafsson: il capo della tribù dei Munchkin.
- East, interpretata da Florence Kasumba: la strega creatrice della Prigione degli Abietti, che ospita chiunque infranga le leggi contro l'uso della magia attuate dal Mago.
- Elizabeth, interpretata da Roxy Sternberg: un'affiliata dell'Alto Consiglio che è determinata nel mettersi alla prova e a proteggere Oz dalla Bestia Eterna[12].
- Mombi, interpretata da Fiona Shaw: una strega che ha cresciuto la principessa Ozma e l'ha trasformata in un ragazzo chiamato Tip al fine di proteggerla, fino alla sua fuga.

## Produzione
La serie è stata creata da Matthew Arnold proponendo alla Universal Television un soggetto che potesse rappresentare una versione maggiormente dark e spigolosa de Il meraviglioso mago di Oz. Arnold ha scritto la sceneggiatura per l'episodio pilota, che ha poi ricevuto un ordine di 10 episodi diretti per la NBC. Josh Friedman è stato nominato showrunner. La serie era stata originariamente programmata per andare in onda nel 2015 con le riprese programmate per il 2014, ma è stata annullata prima di entrare in produzione a causa di divergenze creative tra Friedman e lo studio. Il 15 aprile 2015, la NBC ha invertito il corso e ha deciso di andare avanti con la serie. Il 14 luglio 2015 è stato annunciato che Tarsem Singh avrebbe diretto tutti e 10 gli episodi, con David Schulner come nuovo showrunner in sostituzione di Josh Friedman, e Shaun Cassidy come produttore esecutivo.

## Colonna sonora
La colonna sonora, composta da Trevor Morris ed eseguita dalla London Chamber Orchestra, è stata pubblicata dall'etichetta Lakeshore Records il 31 marzo 2017.
1. The Storm – 3:23
2. Arriving in Oz – 2:39
3. River Falls Road – 2:21
4. Prison of the Abject – 1:54
5. To Emerald City – 0:57
6. Monkey Drone Projector – 1:35
7. The Great Wizard of Oz – 3:05
8. The Yellow Brick Road – 0:59
9. Dorothy and Lucas – 1:25
10. Temple of the Witches – 1:49
11. Tip Escapes Mombi – 1:38
12. Witches Aftermath – 1:28
13. Circus Caravan on the Yellow Brick Road – 1:21
14. Witches Hung in Square – 1:18
15. Dorothy Enters the Tornado – 1:55
16. Dorothy in the Nexus – 1:01
17. Dorothy and Toto Escape the Castle – 2:06
18. Snowing Inside – 2:01
19. Tip Throws Jack – 1:09
20. Dorothy and Toto Meet Lucas – 0:55
21. Tip Learns Magic with West – 1:27
22. Lucas Fights Lucas – 2:57
23. Dorothy Crucifies Lucas – 1:08
24. Ojo and Nahara / The Beast Forever Rises – 1:05
25. Witches Join Tip – 2:57
26. The Beast Forever Rises from the Abject – 1:13
27. The Lion Kness for the Queen Tip – 2:36
28. The Cowardly Lion – 2:44
29. Locus Attack – 6:26
30. Wind Machine Starts Up – 2:36
31. Dorothy's Path – 2:00
32. The Beast Forever Approaches – 2:17
33. Back In Kansas – 0:51
34. I've Come To Take You Home – 2:03

## Accoglienza
Sull'aggregatore Rotten Tomatoes la serie detiene una percentuale di gradimento del 38% con un voto medio di 5,2 su 10 da parte di 42 critici professionisti, mentre 431 recensioni del pubblico lo hanno promosso con il 78% e un voto medio di 4 su 5. Il giudizio generale dichiara che: «Oscuro e minaccioso, ma anche confuso e artificioso, Emerald City è una combinazione fra Il Trono di Spade e Il mago di Oz di cui nessuno ha fatto richiesta».
Su Metacritic ha un punteggio di 47 su 100 basato su 31 recensioni, corrispondente a «recensioni miste o medie».
Invece, su Internet Movie Database è stato valutato con una media di 7,1 su 10 da oltre 13mila spettatori.

## Riconoscimenti
- 2017 – Imagen Awards[22]
  - Candidatura per la miglior attrice televisiva ad Adria Arjona
  - Candidatura per il miglior programma in prima serata: speciale, film o miniserie
- 2018 – British Academy Television Craft Awards[23]
  - Candidatura per i migliori effetti speciali, visivi e grafici a Thomas Horton